# 색 부호

특정한 종류의 와이어링에 쓰이는 25쌍의 컬러 코드 차트.

색 부호(color code)는 색상을 조합하여 디지털 정보를 기록하고 저장하는 데이터 표현 기술이다.